# Stadio 28 marzo
Lo stadio 28 marzo è uno stadio multifunzionale situato nella città libica di Bengasi. La capienza di 60.000 posti ne fa il secondo impianto più grande della nazione. Ospita le partite casalinghe delle squadre dell'Al-Nasr Sports, Cultural, and Social Club e dell'Al-Tahaddy. 
La struttura ha intorno al terreno da gioco una pista di atletica. La nazionale di calcio libica raramente utilizza questo impianto per le partite interne: infatti al "28 marzo" è preferito l'"11 giugno" di Tripoli. 
Lo stadio ha ospitato alcune partite della fase finale della Coppa delle nazioni africane 1982.